# 刘竞存
刘竞存（1919年—1999年），男，回族，北京人，中国体育教育家，曾任河北师范大学体育系主任、教授，河北省体委副主任。